# Portulaca halimoides
Portulaca halimoides är en portlakväxtart som beskrevs av Carl von Linné. Portulaca halimoides ingår i släktet portlaker, och familjen portlakväxter. Inga underarter finns listade i Catalogue of Life.

## Bildgalleri

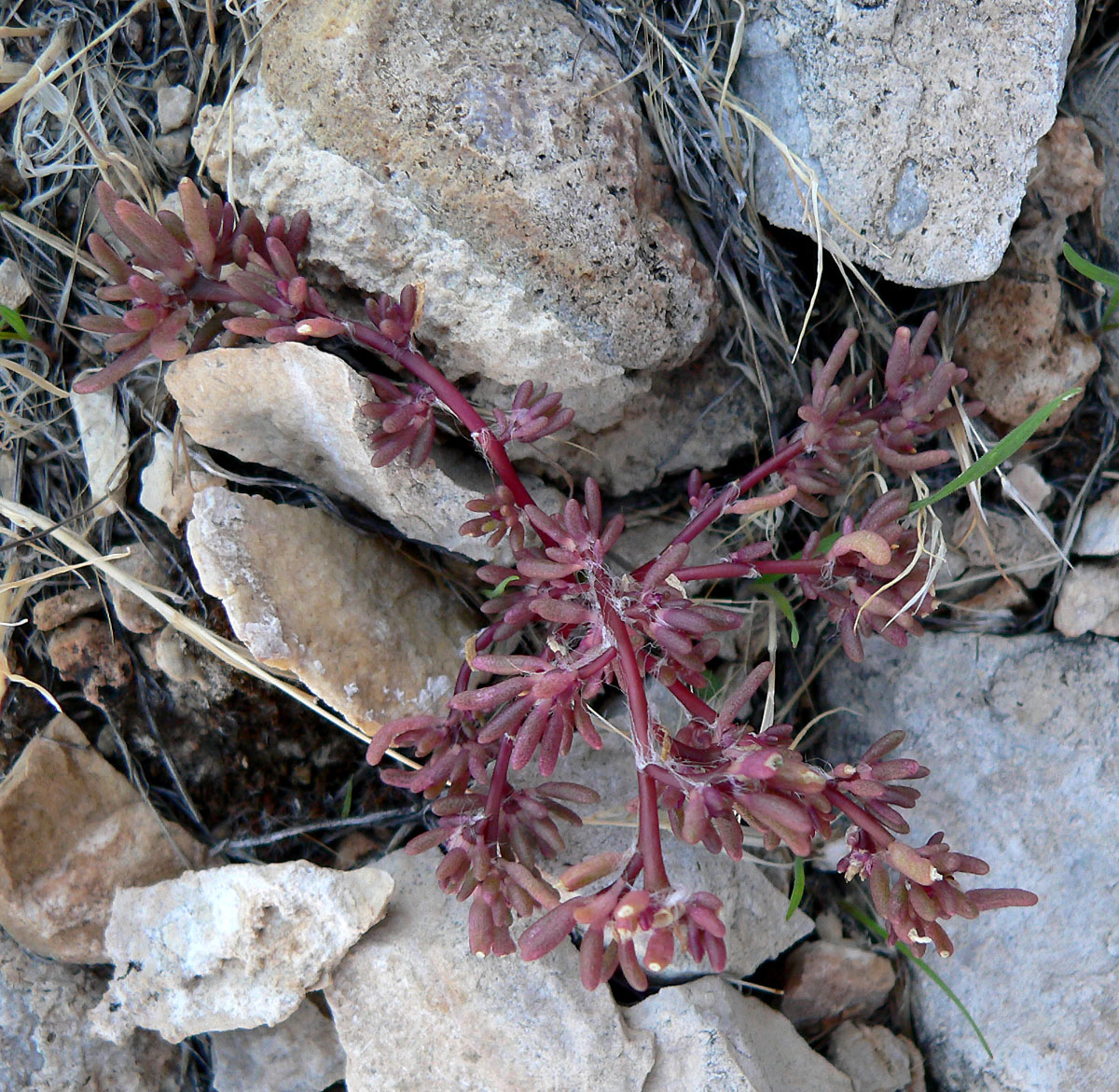
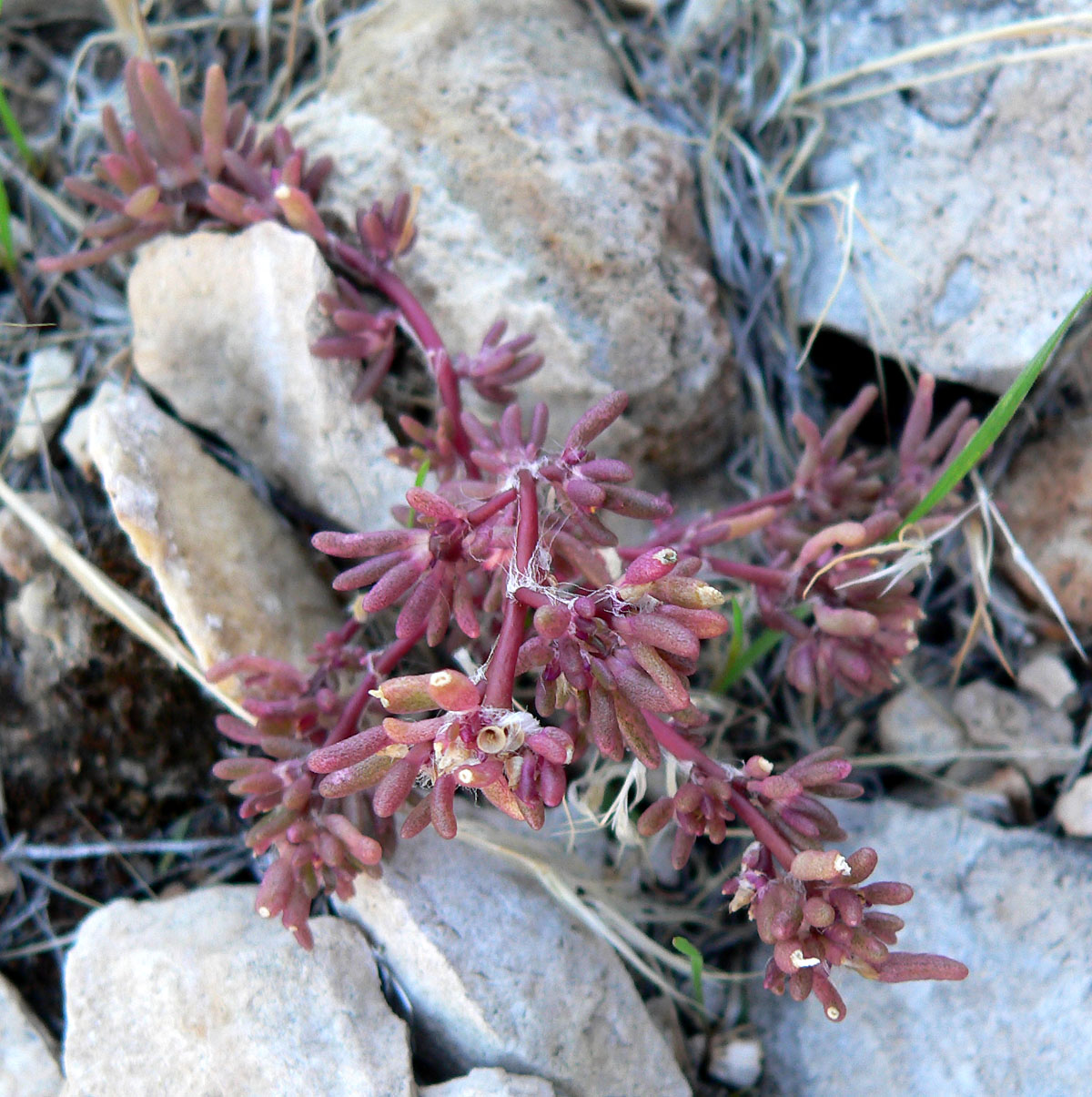
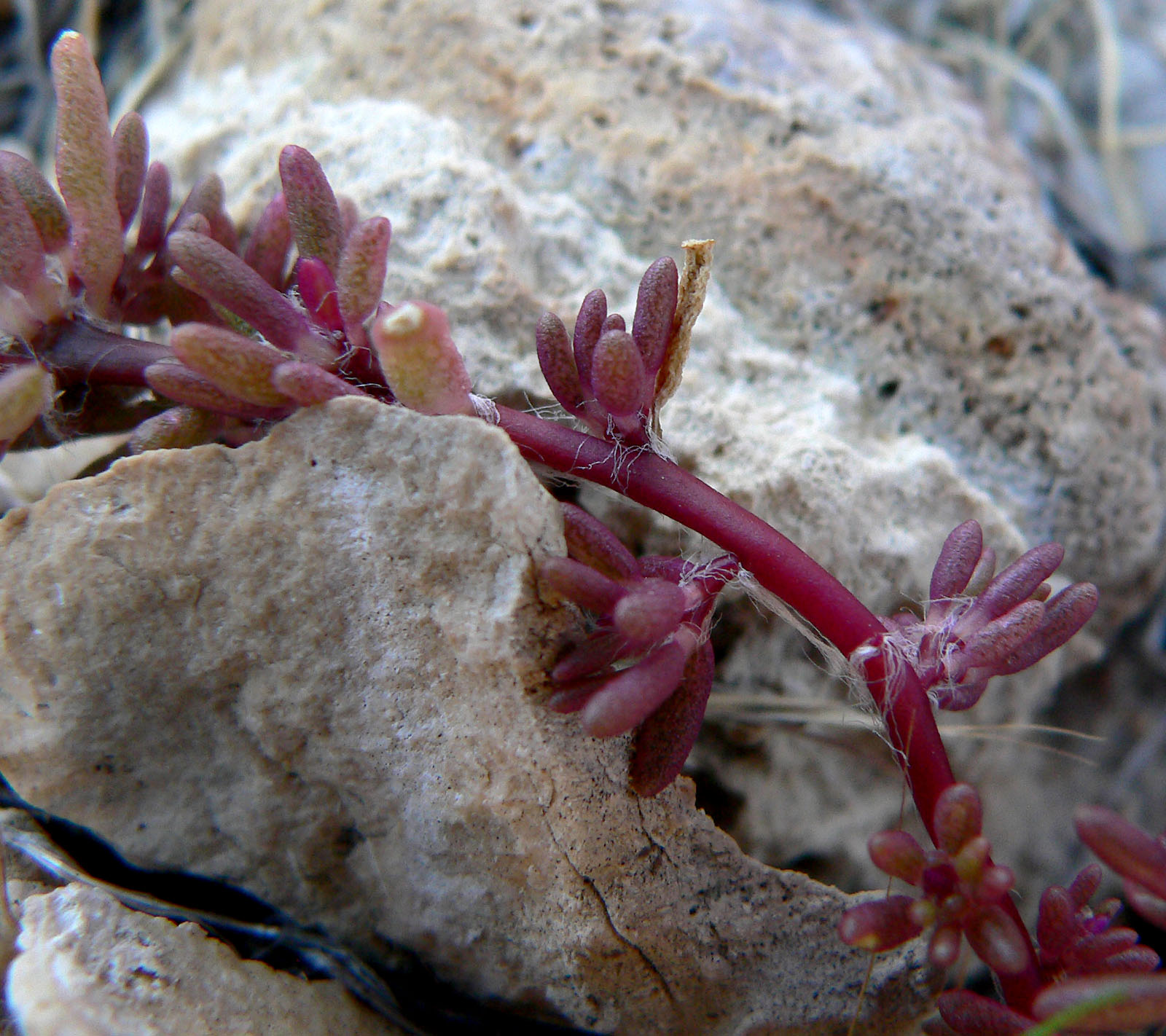